# Comunidad nativa de Otica
La comunidad nativa de Otica es una comunidad nativa ashaninka ubicada en el distrito de Río Tambo, provincia de Satipo y departamento de Junín en Perú. Está reconocida como una comunidad nativa según la Resolución de Reconocimiento R. 459-ORAMS-VI de fecha 10 de febrero de 1975.

## Límites de la comunidad
La comunidad nativa de Otica, se encuentra ubicada en ambas márgenes del río Tambo a una altitud que va desde los 320 m s. n. m. en la parte baja y hasta los 1450 m s. n. m en la parte alta del territorio comunal. El centro poblado de la comunidad, está asentado en el margen derecha del río Tambo.
La comunidad nativa colinda por el norte con la comunidad nativa Shimashiriabo, por el este con la comunidad nativa de Camajini y la comunidad nativa de Oviri, por el sur con la Reserva Comunal Ashaninka y por el oeste con la comunidad nativa Coriteni Tarso.

## Demografía
De acuerdo con el III Censo de Comunidades indígenas y nativas del año 2017, en la comunidad nativa de Otica se registraron 335 habitantes. 

## Historia
Desde hace tiempo, algunas familias asháninka residían dispersas en las quebradas, sin embargo la comunidad se estableció recién en 1975, bajo la dirección de Martín Marcos, Matías Antúnez y Joaquín Shinchi. El primero viene de Puerto Ipoki del Valle de Perené (Chanchamayo), el segundo se origina en Boca Anapate (Ene) que regresó al Tambo tras recorrer el mundo, en su papel de marino mercante, y el tercero es originario de Ongonene (Otica-Tambo). Conjuntamente ellos reunieron a parientes cercanos y a asháninkas de distintos clanes y fundaron la comunidad nativa de Otica, en la cuenca del río Tambo. 

## Hidrografía
Compuesto por el río Ongonene y las quebradas de Majireni y Pijireni; en el territorio se encuentran collpas que son lugares a donde se dirigen los animales y aves para beber agua.